# Синя Борода (роман)
«Синя борода» (англ. Bluebeard; 1987) — роман американського письменника Курта Воннеґута. Роман присвячений питанням мистецтва. Він розповідає автобіографію художника Рабо Кеворкяна, що працював у стилі абстрактного експерсіонізму, та про його потаємний льох для картоплі, у який художник нікого не впускав, породжуючи різноманітні спекуляції. 